# Les Démons à ma porte
Pour plus de détails, voir Fiche technique et Distribution.
Les Démons à ma porte (鬼子来了 - Guizi lai le) est un film chinois réalisé par Jiang Wen, sorti en 2000.

## Synopsis
L'histoire se passe pendant la seconde guerre sino-japonaise, au début de l'année 1945.
Dans un village de campagne à l'Est de Pékin, près de la mer, dans une Chine dévastée par la guerre civile et la guerre contre l'envahisseur japonais, un paysan Ma Dasan se voit confier par des soldats de l'armée chinoise deux grands sacs, pour quelques jours. Dans ces sacs se trouvent deux hommes : un soldat de l'armée japonaise prisonnier de guerre et son interprète chinois.
Six mois passent et les soldats chinois ne sont toujours pas revenus chercher leurs prisonniers. Comme le village se situe à 50 m d'une garnison japonaise, les villageois vivent dans une peur continuelle. Dasan et sa maitresse, une jeune veuve, s'occupent des prisonniers et s'attachent progressivement à eux. L'interprète ne traduit pas exactement ce que dit le Japonais et raconte aux villageois qu'il implore leur pardon.
Mais après plusieurs mois, alors que la nourriture commence à manquer dans le village, les habitants prennent la décision de tuer leurs prisonniers. Mais tous ces gens n'ont jamais tué un être humain et personne ne veut prendre la responsabilité du meurtre d'un prisonnier de guerre...

## Fiche technique
- Titre : Les Démons à ma porte
- Titre original : 鬼子来了 - Guizi lai le (littéralement « Le(s) démon(s) arrive(nt) »)
- Titre anglophone : Devils on the Doorstep[1]
- Réalisation : Jiang Wen
- Scénario : Jiang Wen, Li Haiying, Liu Xing, Shi Jianquan, Shu Ping et You Fengwei, d'après le roman de You Fengwei
- Musique : Jian Cui, Haiying Li et Xing Liu
- Photographie : Changwei Gu
- Montage : Folmer Wiesinger et Yifan Zhang
- Production : Wen Jiang, Xiaodian Liu et Xiaodong Liu
- Pays de production :  Chine
- Genre : comédie noire, film de guerre
- Durée : 162 minutes
- Dates de sortie :
  - France : 13 mai 2000 (Festival de Cannes) ; 14 mars 2001 (sortie nationale)

## Distribution
- Jiang Wen : Ma Dasan
- Jiang Hongbo : Yu'er
- Kagawa Teruyuki : Kosaburo Hanaya
- Yuan Ding : Dong Hanchen
- Zhijun Cong : Grandfather
- Xi Zi : Liu Wang
- Li Haibin : Me
- Kenya Sawada : Inokichi Sakatsuka
- Cai Weidong : Er Bozi
- Chen Lianmei : Aunt
- Yoshimoto Miyaji : Koji Nonomura
- Chen Qiang : 'One-Stroke' Liu
- David Wu : Major Gao

## Distinctions
- Festival de Cannes 2000 : Grand Prix